# Unione Nazionale per l'Indipendenza Totale dell'Angola
L'Unione Nazionale per l'Indipendenza Totale dell'Angola (in portoghese: União Nacional para a Independência Total de Angola), meglio nota con l'acronimo UNITA, è un partito politico dell'Angola; in passato è stata un'organizzazione armata che ha combattuto prima nella guerra d'indipendenza dell'Angola e successivamente contro i comunisti del Movimento Popolare di Liberazione dell'Angola nella lunga guerra civile angolana.

## Storia

### Prima dell'indipendenza
L'UNITA nacque da una scissione all'interno dei movimenti indipendentisti contro la dominazione coloniale portoghese nel paese, inizialmente le due fazioni anti-coloniali erano il Fronte Nazionale di Liberazione dell'Angola (FNLA, fondato nel 1957) e il Movimento Popolare di Liberazione dell'Angola (MPLA, fondato nel 1956).
Jonas Savimbi era membro del FNLA ma nel marzo del 1966 se ne separò fondando l'UNITA inizialmente con sede nella regione di Muangai e in seguito spostatasi a Jamba nella provincia sud-orientale di Huíla.
L'UNITA era composta e sostenuta prevalentemente da popolazione di etnia Ovimbundu originaria della zona centrale degli altipiani dell'Angola. Seguiva un'ideologia di matrice maoista, probabilmente influenzata dal soggiorno di Savimbi in Cina. In seguito l'UNITA si avvicinò però agli Stati Uniti sostenendo, almeno negli intenti, l'appoggio al libero mercato ed al liberalismo.

### La guerriglia
Quali che fossero le idee politiche rimane il fatto che, sotto la guida di Savimbi, l'UNITA divenne uno dei movimenti di resistenza armata più efficaci dell'ultimo secolo. Savimbi stesso non solo riuscì a sopravvivere ad innumerevoli tentativi di assassinio ma si oppose con grande efficacia a truppe governative che avevano l'appoggio di truppe, consiglieri militari e armi forniti da Unione Sovietica, Cuba e Repubblica Democratica Tedesca.
In quello stesso periodo l'UNITA poté contare sull'appoggio degli Stati Uniti che, seguendo la dottrina Reagan, videro l'aiuto di movimenti anti-sovietici come mezzo per ottenere dei vantaggi nella guerra fredda.

### L'UNITA e la guerra civile
Dopo il ritiro dei portoghesi dall'Angola (1974-75) MPLA e UNITA entrarono in contrasto e iniziò una lunga guerra civile. Il leader del MPLA, Agostinho Neto, divenne il primo presidente dell'Angola post-coloniale. Con il sostegno di armi e mezzi sovietici e cubani il MPLA sconfisse il FNLA costringendo i suoi leader all'esilio; una sorte simile era prevista per l'UNITA ma nel novembre del 1975, Savimbi fu in grado di instaurare un governo ombra a Huambo con l'appoggio di Sudafrica e Stati Uniti. Huambo cadde nel febbraio 1976, ma l'UNITA fu in grado di continuare la guerriglia. Mentre il MPLA controllava le città e l'area costiera (con i campi petroliferi), l'UNITA aveva il controllo degli altipiani e dell'interno del paese.
Savimbi fu pesantemente influenzato dagli aiuti politici e militari di gruppi conservatori statunitensi tra cui la Heritage Foundation, l'attivista conservatore Grover Norquist e altri politici statunitensi che si mobilitarono per facilitare il trasferimento di armi alle truppe dell'UNITA. Vi furono incontri regolari fra politici statunitensi e il leader dell'Unione culminati nell'incontro del 1985 chiamato Democratic International. Sempre in senso filo-statunitense ed anti-comunista, l'UNITA dopo il 1975 ricevette sostegno da mercenari neofascisti fuggiti come latitanti in Spagna, tra i quali il terrorista pluriomicida Pierluigi Concutelli.
I combattimenti proseguirono fino al 1989, quando Cuba ritirò il suo contingente di 50.000 uomini dal paese. Vi furono pressioni statunitensi per il cessate il fuoco e perché Savimbi raggiungesse un accordo con il MPLA. Quando questo però rifiutò le richieste dell'UNITA i combattimenti ripresero fino al raggiungimenti di un cessate il fuoco siglato con il leader del MPLA José Eduardo dos Santos che rinnegò il passato marxista del movimento ed acconsentì all'organizzazione di libere elezioni. Rimase lo scetticismo di parte dell'UNITA e dei suoi sostenitori visti gli ancora forti legami del MPLA con l'Unione Sovietica.
In seguito all'accordo di Bicesse, (Lisbona 1991) nel 1992 si tennero le elezioni multipartitiche, monitorate dall'ONU; i maggiori candidati in lista per la presidenza del paese erano Savimbi e dos Santos. Savimbi, superato da dos Santos al primo turno, mise in discussione la legittimità delle elezioni e ritornò ad impugnare le armi. La decisione costò a Savimbi l'appoggio dei suoi alleati statunitensi che lo esortarono, invano, a prendere parte al ballottaggio.
L'ONU dichiarò l'embargo contro l'UNITA e il governo statunitense, che prima di allora non riconosceva il MPLA riconobbe la legittimità del governo angolano prendendo ulteriormente le distanze da Savimbi.
Dopo il fallimento dei negoziati del 1993 si giunse al protocollo di Lusaka (1994) che prevedeva la formazione di un governo di unità nazionale. Nel 1995 arrivarono le truppe di peace-keeping dell'ONU ma nel 1998 l'UNITA contestò l'accordo di Lusaka affermando che il MPLA aveva contravvenuto a quanto stabilitovi. L'anno successivo un'offensiva del MPLA recò gravi danni alle forze convenzionali dell'UNITA costringendola a ritornare a tattiche di guerriglia, sostenute a livello internazionale dal solo presidente dello Zimbabwe Robert Mugabe.

### La morte di Savimbi
La guerra civile angolana terminò solo alla morte di Savimbi ucciso in un agguato il 22 febbraio 2002. Nell'aprile del 2002 l'UNITA accettò di deporre le armi, l'accordo prevedeva un'amnistia generale, circa 350.000 membri dell'UNITA, combattenti e le loro famiglie, furono raccolti in 33 campi di demobilitazione secondo un programma di reintegro di ex-combattenti e rifugiati. Nell'agosto del 2002 furono definitivamente sciolti i gruppi armati del movimento e l'UNITA divenne un partito politico.

### L'UNITA dopo la guerra civile
A Savimbi successe Antonio Dembo che però perse la vita poco dopo. Nelle successive elezioni, fra i tre candidati generale Paulo Lukamba, Dinho Chingunji e Isaias Samakuva, vinse quest'ultimo che è tuttora alla guida del partito.

## Risultati elettorali
| Elezione          | Voti      | %     | Seggi    |
| ----------------- | --------- | ----- | -------- |
| Parlamentari 2008 | 670.363   |       | 16 / 220 |
| Parlamentari 2012 | 1.074.565 |       | 32 / 220 |
| Parlamentari 2017 | 1.818.903 | 26,68 | 51 / 220 |
| Parlamentari 2022 | 2.756.786 | 43,95 | 90 / 220 |